# 佛敵
佛敵，原本是指佛教的敵人。日本一向宗特指日本安土桃山時代大名織田信長是佛敵，以號召當時日本的佛教徒、大名們一起討伐織田信長。

## 起源
在古時，釋迦牟尼佛的堂弟天啟反對釋迦牟尼佛，想要取而代之，曾設計謀害釋迦佛，還另立僧團，就已被佛教徒說是佛之敵人。
西元1571年，織田信長率大軍包圍了庇護淺井長政、朝倉義景軍的比叡山延曆寺，延曆寺有「日本佛教之母山」的美稱，更是日本佛教天台宗的總本山。而盛怒之下的信長下令火燒比叡山，從寺裏逃出來的善信與僧侶，全部無一倖免，如此殘忍的舉動使得本願寺一向宗法主顯如痛罵信長佛敵。此舉也讓各地的佛教徒們群起反抗織田政權，使織田信長面臨了自桶狹間之戰以來最大的危機。

## 軼事
西元1572年，甲斐大名武田信玄響應織田包圍網討伐織田信長，寫信向信長宣戰，並在署名「天台座主沙門信玄」，信長看了後會心一笑，回信並署名自己「第六天魔王信長」，藉此調侃這位「以佛為名」來發動聖戰的佛教徒。